# Ducula
Genre
Ducula est un genre comprenant 39 espèces de carpophages, oiseau de la famille des Columbidae.

## Liste des espèces
D'après la classification de référence (version 15.1, 2025) du Congrès ornithologique international (ordre phylogénique) :
- Ducula poliocephala – Carpophage à ventre rose
- Ducula forsteni – Carpophage de Forsten
- Ducula mindorensis – Carpophage de Mindoro
- Ducula radiata – Carpophage à queue barrée
- Ducula carola – Carpophage charlotte
- Ducula aenea – Carpophage pauline
- Ducula oenothorax – Carpophage d'Enggano
- Ducula nicobarica – Carpophage des Nicobar
- Ducula perspicillata – Carpophage à lunettes
- Ducula neglecta – Carpophage de Céram
- Ducula concinna – Carpophage à queue bleue
- Ducula pacifica – Carpophage pacifique
- Ducula oceanica – Carpophage de Micronésie
- Ducula aurorae – Carpophage de la Société
- Ducula galeata – Carpophage des Marquises
- Ducula rubricera – Carpophage à cire rouge
- Ducula myristicivora – Carpophage cuivré
- Ducula geelvinkiana – Carpophage de Geelvink
- Ducula rufigaster – Carpophage à ventre roux
- Ducula basilica – Carpophage des Moluques
- Ducula finschii – Carpophage de Finsch
- Ducula chalconota – Carpophage brillant
- Ducula pistrinaria – Carpophage meunier
- Ducula rosacea – Carpophage à tête rose
- Ducula whartoni – Carpophage de Wharton
- Ducula pickeringii – Carpophage de Pickering
- Ducula latrans – Carpophage de Peale
- Ducula brenchleyi – Carpophage de Brenchley
- Ducula bakeri – Carpophage de Baker
- Ducula goliath – Carpophage géant
- Ducula pinon – Carpophage de Pinon
- Ducula melanochroa – Carpophage noir
- Ducula mullerii – Carpophage de Müller
- Ducula zoeae – Carpophage de Zoé
- Ducula cuprea – Carpophage des Nilgiri
- Ducula badia – Carpophage à manteau brun
- Ducula lacernulata – Carpophage mantelé
- Ducula cineracea – Carpophage cendrillon
- Ducula bicolor – Carpophage blanc
- Ducula luctuosa – Carpophage luctuose
- Ducula spilorrhoa – Carpophage argenté
- Ducula subflavescens – Carpophage jaunâtre